# Iglesia de Nuestra Señora de La Luz (Los Silos)
La iglesia de Nuestra Señora de La Luz se encuentra en el municipio de Los Silos, en la isla de Tenerife (Islas Canarias, España). Es la iglesia parroquial del municipio.

## Historia y características
Originalmente se encontraba en el lugar de la actual iglesia una ermita, la primera de la localidad, ésta databa de finales del siglo XVI. Más tarde fue ampliada y reformada a principios del siglo XX hasta llegar al actual templo.
Destaca en el edificio su fachada neogótica con un campanario central y el color blanco de las paredes del edificio. Se trata de un templo de una única nave.
Entre las imágenes religiosas que conserva se encuentra la talla barroca del Santísimo Cristo de la Misericordia, atribuida al escultor andaluz Francisco de Ocampo; el Señor de la Humildad y la Paciencia y la Virgen de la Luz (patrona del municipio y titular del templo) la cual, según la tradición, fue encontrada en la costa por un pescador portugués.
Destaca también en el interior del templo el retablo del altar mayor, de estilo barroco. Data del siglo XVIII y está formado por una única calle y un banco o predela.
Las fiestas de la Virgen de la Luz se celebran en el mes de septiembre, siendo el día principal el 8. Durante estas fiestas destaca la llamada "Ceremonia de la Elevación de la Virgen de la Luz". Este proceso consiste en la colocación de la imagen de la Virgen en su camarín del altar mayor mediante un mecanismo en el cual de forma manual, el trono con la imagen es elevado lentamente en una estructura que recuerda a un torno de los lagares típicos de Canarias y que es una pieza única en el archipiélago.